# Giacinto Scelsi
Giacinto Scelsi (La Spezia, 8 januari 1905 – Rome, 9 augustus 1988) was een Italiaans componist en dichter.
Scelsi is geboren in een adellijke familie; hij was graaf van Ayala Valva. Hij studeerde muziek in Rome (bij Giacinto Sallustio) , later compositie bij een leerling van Arnold Schönberg (Walther Klein) en Egon Köhler in Genève. Voeg daarbij de invloeden van twee andere Italiaanse componisten Ottorino Respighi en Alfredo Casella, surrealisten in Parijs, en het levert een smeltkroes van allerlei stijlen op. Vlak na zijn opleiding was Scelsi een trouw volgeling van de dodecafonie van Schönberg. Na een persoonlijke crisis aan het eind van de jaren 40 van de 20e eeuw liet hij alle regels varen. Ook wat betreft zijn geloof veranderde hij van een katholiek in een volgeling van Oosterse gedachten. Deze omslag heeft zijn werk, maar ook zijn levenshouding drastisch gewijzigd.

Van Scelsi is niet veel bekend. Hij wilde ook niet dat hijzelf bekend werd. Zo mochten er geen foto’s van hem verschijnen in combinatie met zijn muziek. Hij gaf zijn werken wel een symbool mee als een soort handtekening (een bol boven een lijn). Pas na zijn dood kwam enig fotomateriaal boven tafel. Wel gaf hij steeds zijn mening over de hedendaagse muziek; hij vond die veel te gestructureerd (denk bijvoorbeeld aan de seriële muziek met alle bijbehorende regels). Na de crisis ging hij ervan uit dat muziek slechts uit drie dimensies bestond:
- toonhoogte
- toonlengte
- diepte

De diepte van de tonen wordt slechts door enkelen herkend, maar ook op steeds wisselende wijzen. De tonen worden immers gevormd door de eigenlijke frequentie, maar daarnaast door resonantie van klanken beneden en boven die toon. Eigenlijk klinkt elke noot daardoor hetzelfde, maar ruimte en de oren van de toehoorder leiden er uiteindelijk toe, dat iedereen toch een andere klank waarneemt. Aangezien iedere toehoorder toch iets anders hoorde, vond Scelsi het ook niet nodig dat zijn werken uitgevoerd werden. Eenmaal gecomponeerd was voor hem de zaak af.

Door zijn houding zijn er maar weinig werken van hem tijdens zijn leven uitgevoerd; pas de laatste jaren ziet men het belang van zijn composities in. Ook invloeden van hem op muziek van John Cage en Morton Feldman zijn ineens duidelijk te herkennen; bijvoorbeeld het spaarzaam gebruik van noten en musici.

## Bron
- Uitgave Kairos en Engels- en Duitstalige Wikipedia.

- Bibliothèque nationale de France: cb13899456q (data)
- CiNii: DA10533199
- Gemeinsame Normdatei: 118605992
- International Standard Name Identifier: 0000 0001 1047 5438
- Library of Congress Control Number: n79105799
- Nationale Bibliotheek van Letland: 000035155
- MusicBrainz: 11714cac-2329-4983-9627-c83b0d5475b4
- Nationale Bibliotheek van Tsjechië: jn19990007388
- Nationale Bibliotheek van Israël: 987007306150905171
- Nederlandse Thesaurus van Auteursnamen: 069553408
- Istituto Centrale per il Catalogo Unico: CFIV046072
- LIBRIS: 213718
- SNAC: w65b0bkk
- Système universitaire de documentation: 073644560
- Trove: 1260451
- Virtual International Authority File: 27253082
- WorldCat: E39PBJpV3wxy8XFqfJcVWH3vpP